# Казанцев, Данил Антонович
Данил Антонович Казанцев (род. 5 января 2001, Сызрань, Самарская область) — российский футболист, полузащитник клуба «Иртыш» (Омск).

## Биография
Воспитанник Академии «Чертаново». В 2010—2017 годах неоднократный победитель и призёр всероссийских и международных турниров, обладатель индивидуальных призов, победитель Первенства Москвы в составе «Чертаново-2001». Затем перешёл в «Мастер-Сатурн», играл за УОР № 5 в первенстве Московской области. Перед сезоном 2019/20 перешёл в «Химки», играл за «Химки-М» в первенстве ПФЛ. В августе 2020 был заявлен за главную команду. 25 августа дебютировал в чемпионате России — в гостевом матче 5 тура против «Арсенала» (1:1) вышел в стартовом составе. На 67-й и 77-й минутах получил две жёлтые карточки и был удалён.
25 июня 2023 года перешёл в саратовский «Сокол», подписав контракт на один год. 1 февраля 2024 года расторг контракт с клубом по обоюдному согласию сторон.
29 марта 2024 года стал игроком клуба «Рязань».